# The Grudge 2
The Grudge 2 (bra: O Grito 2; prt: A Maldição 2) é um filme norte-americano de 2006, dos gêneros drama e terror, dirigido por Takashi Shimizu, com roteiro de Stephen Susco baseado no filme Ju-on.

## Elenco
- Sarah Michelle Gellar como Karen Davis
- Amber Tamblyn como Aubrey Davis
- Matthew Knight como Jake Kimble
- Arielle Kebbel como Alisson
- Edison Chen como Eason
- Sarah Roemer como Lacey
- Shaun Sipos como Michael
- Teresa Palmer como Vanessa